# Lisa Wulff
Lisa-Rebecca Wulff (* 25. Juni 1990 in Hamburg) ist eine deutsche Jazzmusikerin (E-Bass, Kontrabass, auch Gesang, Komposition).

## Leben und Wirken
Wulff begann nach klassischem Klavier- und Gitarrenunterricht im Alter von neun Jahren E-Bass zu spielen. Später absolvierte sie eine studienvorbereitende Ausbildung im Bereich Jazz und Popularmusik („Junge Akademie“) an der Jugendmusikschule Hamburg. Bis 2013 studierte sie Musikerziehung im Bereich Jazz und jazzverwandte Musik mit den Hauptfächern E- und Kontrabass bei Detlev Beier an der Hochschule für Künste Bremen; sie setzte dann ihre künstlerische Ausbildung bei Lucas Lindholm an der Hochschule für Musik und Theater Hamburg fort.
Neben Kompositions- und Studiotätigkeit, etwa für Goetz Steeger und Ulita Knaus ist Wulff mit verschiedenen eigenen Bands unterwegs, lange mit ihrem Lisa Wulff Quartett, das die beiden Alben Encounters (2016) und Wondrous Strange (2018) bei Laika Records veröffentlichte. 2020 folgte in veränderter Besetzung das Album Beneath the Surface, 2021 Sense and Sensibility.
Daneben spielte sie in der NDR Bigband. Ihre Tätigkeit als „sidewoman“ in verschiedensten Bands und Projekten brachte sie neben vielen Konzerten in Deutschland und den Nachbarländern u. a. auch nach China. Dabei stand sie bereits mit Künstlern wie Rolf Kühn, Nils Landgren, Bob Mintzer, Robbie Smith, Cæcilie Norby, Terri Lyne Carrington, Rita Marcotulli, Semino Rossi, Christof Lauer, Randy Brecker, Peter Materna und Love Newkirk auf der Bühne. Zudem spielte sie im Trio Saskya mit Anna-Lena Schnabel und Clara Haberkamp, bei takadoon, mit Alma Naidu und bei Anna Depenbusch. Während der Pandemiejahre bekam sie ihr erstes Kind, um dann wieder durchzustarten.

## Preise und Auszeichnungen
2016 wurde sie mit dem IB.SH-Jazz-Award von JazzBaltica ausgezeichnet; 2019 erhielt sie den Hamburger Jazzpreis „als stilistisch äußerst offene und stilsichere Bassistin“, die „sich in vielfältigen Bandkontexten (vom Duo bis zur Big Band) als ein verlässlicher, energetischer Ruhepol und zugleich inspirierender Motor“ erweise. „In ihren Beiträgen als Solistin kommen ihre Technik und ihre Phantasie auf ideale Weise zusammen.“ Ihr Album Sense and Sensibility wurde, wie zuvor bereits Beneath the Surface, vom NDR als „Jazz-CD der Woche“ vorgestellt. Als Bassistin erhielt sie den Deutschen Jazzpreis 2023.

## Diskographische Hinweise
- Beneath the Surface (Laika Records 2020, mit Adrian Hanack, Yannis Anft bzw. Frank Chastenier, Silvan Strauss sowie Miroslava Stareychinska)
- Sense and Sensibility (Laika Records 2021, mit Adrian Hanack, Stefan Lottermann, Gabriel Coburger)[8]
- Gabriel Coburger, Tino Derado, Roland Schneider, Lisa Wulff: Ladonian Quartet (Huth Records 2023)[9]